# American Bantam

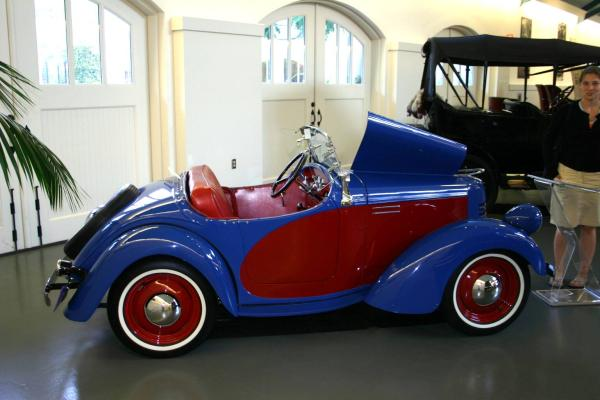
American Bantam (1939)

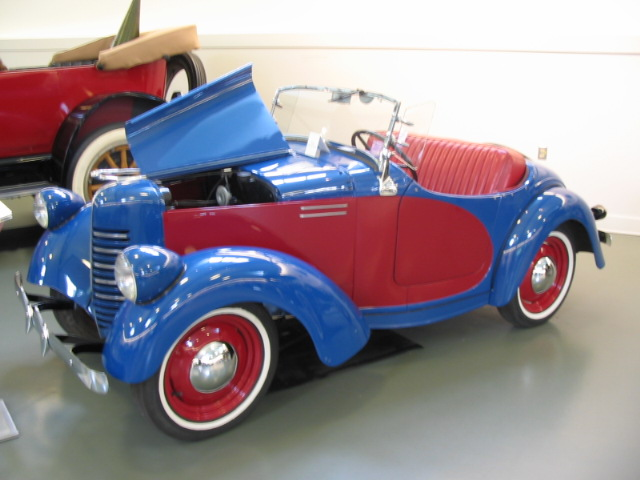
American Bantam (1939)

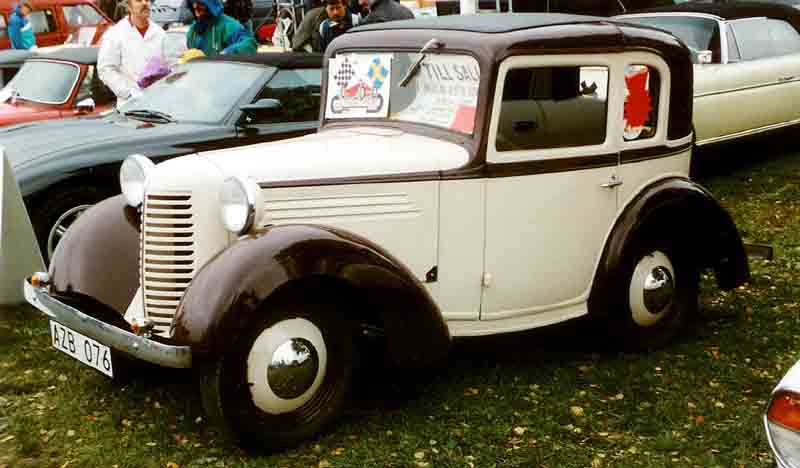
American Bantam Model 60 Coupé (1938)

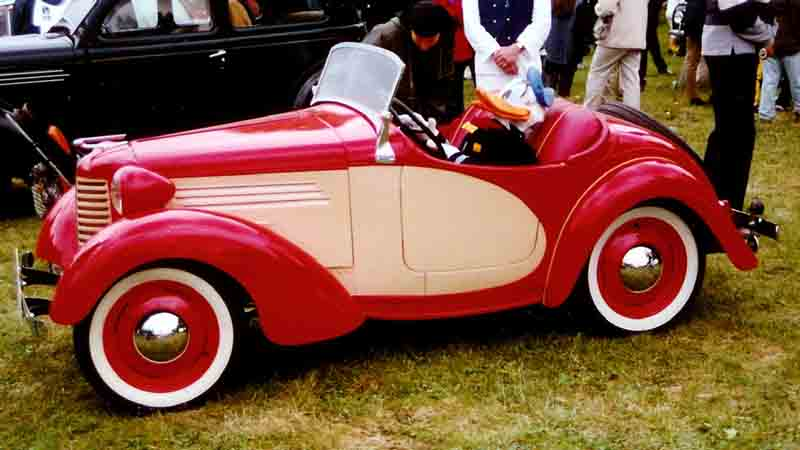
American Bantam Model 60 Roadster (1938)

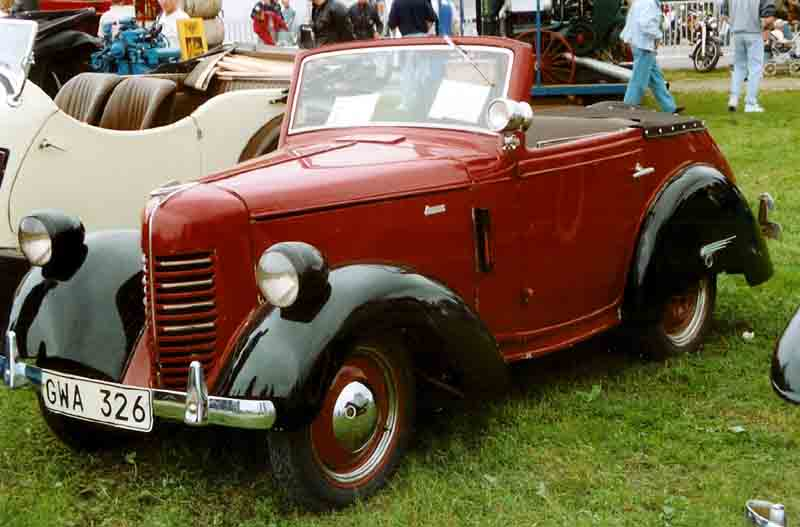
American Bantam Model 60 Cabriolet (1939)

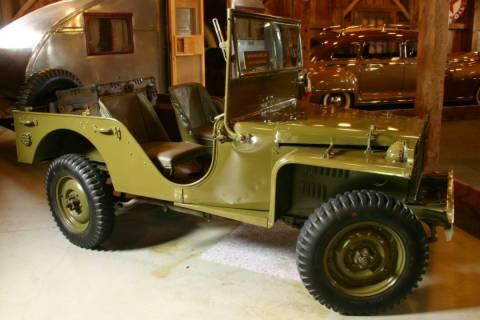
Prototype van de American Bantam Jeep (1941)

American Bantam was een Amerikaans automerk dat van 1937 tot 1941 in Butler geproduceerd werd door de American Bantam Car Company.
American Bantam ontwierp en bouwde het eerste prototype van wat later de jeep werd.
In 1956 werd American Bantam overgenomen door American Rolling Mill Company.

## American Austin Car Company
De voorganger van de American Bantam Car Company was de American Austin Car Company, die werd opgericht in 1929 om onder licentie de Austin Seven van de Britse Austin Motor Company te produceren voor de Amerikaanse markt tussen 1930 en haar faillissement in 1934.
De auto’s werden als “American Austin” zonder verdere modelnaam verkocht. Ze hadden een wielbasis van 1905mm en een viercilinder lijnmotor met 15pk (11kW). Er waren aanvankelijk drie modellen: Roadster, Coupé en DeLuxe Coupé. Vanaf 1932 werden er drie extra modellen verkocht: Runabout, Cabriolet en Business Coupé.
Na aanvankelijk succes daalde de verkoop door de economische crisis zo drastisch dat de productie uiteindelijk in 1934 na ongeveer 20.000 auto’s moest worden gestopt en het bedrijf failliet ging.

## American Bantam
In 1935 kocht Roy Evans, een voormalig vertegenwoordiger voor de American Austin-modellen, het failliete bedrijf en richtte er een nieuw bedrijf mee op onder de naam “American Bantam Car Company”. Alle banden met het Britse Austin Motor Company werden verbroken.
De constructie van de American Austin werd aangepast, er werd een aangepaste motor met 19 pk (14 kW) gebruikt en er werd een nieuwe carrosserie ontworpen door Alexis de Sakhnoffsky. In 1937 werd de productie hervat met het nieuwe Model 60. In 1940 kwam het sterkere Model 65 op de markt, met een motor van 22 pk (16 kW).
Er werden in totaal ongeveer 6000 Bantams gebouwd in diverse carrosserievarianten: Standard Coupé, Master Coupé, Master Roadster, Coupé Cabriolet, Sedan Cabriolet en Stationwagon.
Het American Bantam Model 60 Roadster van 1938 was de inspiratie voor de Duckatti, de auto van Donald Duck.

### Bantam jeep
In verband met de voorbereidingen van de Verenigde Staten op de Tweede Wereldoorlog, kondigde het Amerikaanse Ministerie van Oorlog in juli 1940 een aanbesteding aan voor een licht militair voertuig voor verkenning, transport en andere taken dat de verouderde Ford Model T’s en motorfietsen moest gaan vervangen. Slechts twee kleine Amerikaanse autobedrijven - American Bantam en Willys-Overland - dienden een aanbieding in. Het Amerikaanse leger wilde ook grotere bedrijven met meer productiecapaciteit bij het project betrekken, en vroeg Ford om ook een aanbieding te doen.
American Bantam was de eerste die op 23 september 1940 een testvoertuig aan het leger leverde, het Bantam GPV prototype. Het was in slechts twee dagen ontworpen door Karl Probst en gebouwd in 45 dagen (eis van het leger was 49 dagen). Willys-Overland volgde op 13 november met de Willys Quad en op 23 november leverde Ford twee testvoertuigen af bij het testcentrum Camp Holabird bij Baltimore (Maryland).
Zowel de Willys- als de Ford-voertuigen waren afgeleid van het Bantam GPV prototype. Vervolgens leverde American Bantam nog 69 gemodificeerde testvoertuigen, de Bantam BRC-60 (Bantam Reconnaissance Car, 'Bantam Verkenningsvoertuig'), waarvan enkele met vierwielbesturing. Voordat er een keuze was gemaakt tussen de drie voertuigen volgden er in 1941 orders voor opnieuw aangepaste modellen, de Bantam BRC-40.
Het testen begon op 23 november 1940 in Camp Holabird. Uit de testen van het leger bleken de sterke en zwakke punten van elk voertuig. De Bantam GPV was te hoog en had onvoldoende vermogen. De Willys Quad had een krachtiger motor maar was veel te zwaar. De Ford Pygmy had de beste besturing (hoewel deze kwetsbaar was), maar de tractormotor had onvoldoende vermogen en was onbetrouwbaar.
Voor de uiteindelijke order van 16.000 voertuigen koos het Amerikaanse leger voornamelijk vanwege een betere motor voor een verbeterde versie van de Willys MA, Willys eerste productieversie. Dit werd de Willys MB, de standaard jeep uit de Tweede Wereldoorlog. Orders voor de massaproductie van de Jeep gingen naar Willys en Ford, omdat men vond dat Bantam onvoldoende capaciteit had voor massaproductie.
Uiteindelijk zijn er 2675 BRC-40’s gebouwd. De meeste van deze jeeps werden in het kader van de Leen- en Pachtwet (en: `lend-lease act') van 11 maart 1941 geleverd aan bondgenoten, met name Groot-Brittannië en de Sovjet-Unie.

## Latere productie
American Bantam bouwde na de BRC-40 geen auto's meer, maar tweewielige aanhangwagens.
Dit ging door totdat het bedrijf in 1956 werd overgenomen door American Rolling Mill Company.

### Bantam jeep-aanhanger

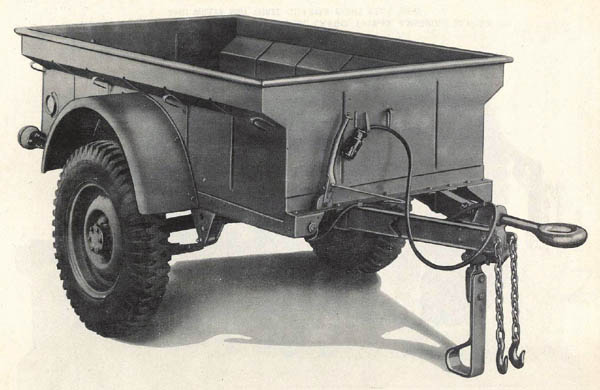
Bantam T-3 - Willys MBT

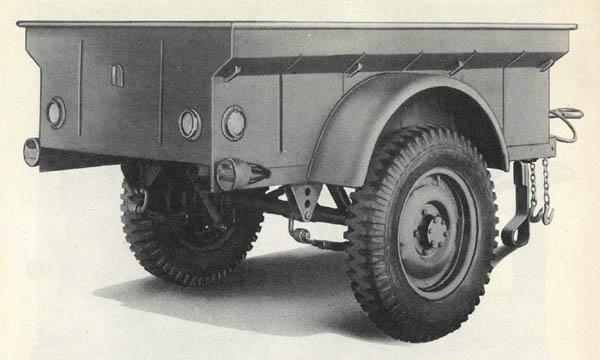
Bantam T-3 - Willys MBT

Bantam bouwde onder andere de aanhangwagen T-3 (Bantam T-3 - Willys MBT, officieel: “Trailer, 1/4-ton, 2-Wheel, Cargo, Amphibian”), bedoeld om achter jeeps te kunnen hangen. Deze was voorzien van dezelfde soort wielen als de jeep en was zo ontworpen dat hij kan blijven drijven. Na de oorlog hebben verschillende fabrikanten dit soort aanhangwagens gebouwd. Bantam bouwde er zelf meer dan 70.000.
Deze aanhanger is na de Tweede Wereldoorlog ook tot in de jaren ‘00 bij de Nederlandse krijgsmacht in gebruik is geweest als “Aanhanger 1/4 ton 2W Bantam”. Tevens waren er varianten in gebruik geproduceerd door Nederlandse fabrikanten zoals Polynorm (“Aanhanger 1/4 ton 2W Polynorm”), Pennock, Roset, Paul & van Weelde. De aanhangwagens van andere fabrikanten verschillen op details van het origineel: sommige zijn voorzien van een laadklep, sommige hebben een eigen reservewiel. Er zijn varianten met hoge en lage spantjes en dekzeilen.
Maten en gewichten aanhangwagen 1/4 ton 2W
- Ledig gewicht: 255 kg
- Laadvermogen: 250 kg
- Lengte: 2.64 m
- Breedte: 1,43 m
- Hoogte: 1,035 m (zonder huif)

## Weblinks
- (en) Website van American Bantam
- (en) American Austin en American Bantam op oldmotors.com